# Drée
Drée är en kommun i departementet Côte-d'Or i regionen Bourgogne-Franche-Comté i östra Frankrike. Kommunen ligger i kantonen Sombernon som tillhör arrondissementet Dijon. År 2022 hade Drée 66 invånare.

## Befolkningsutveckling
Antalet invånare i kommunen Drée
Referens:INSEE